# 染谷洸太
染谷 洸太（そめや こうた、1985年8月27日 - ）とは、日本の俳優である。
東京都出身。東宝ミュージカルアカデミー5期卒業。
東宝芸能、ショウビズを経て、サーブプロモーション所属。
サッカー選手をめざすも怪我で断念。一般企業に就職し、ウェディングプランナーとして活躍しているときに、ミュージカルに出会い、東宝ミュージカルアカデミーに入学。ミュージカル俳優に転身した。
現在はミュージカルだけでなくストレートプレイ・映像・ライブなど活動の場を広げている。

## 出演

### 舞台
- Musical「HOPE」（2021年10月1日 - 17日、本多劇場）[1]
- ミュージカル「「手紙」2022（2022年3月12日 - 27日、東京建物 Brillia HALL）
  - ミュージカル「手紙」2025（2025年3月7日 - 4月6日、東京建物 Brillia HALL 他）[2]
- ミュージカル『ダーウィン・ヤング 悪の起源』（2023年6月7日 - 25日、シアタークリエ / 6月30日 - 7月2日、兵庫県立芸術文化センター 阪急中ホール） - ジョーイ・ハンター 役[3]
- 無伴奏ソナタ -The Musical-（2024年7月26日 - 8月4日、サンシャイン劇場 / 8月10日・11日、森ノ宮ピロティホール） - リチャード 役[4][5]
- ミュージカル『レ・ミゼラブル』（2024年12月 - 2025年6月、帝国劇場 他）- テナルディエ 役[6]
- ミュージカル『Play a Life 10周年記念公演』（2025年5月19日、博品館劇場）[7]

### 吹き替え
- メリー・ポピンズ リターンズ[8]